# حصون آل بكر (وادي العين)

تعديل مصدري - تعديل

حصون ال بكر هي إحدى قرى عزلة وادي العين بمديرية حورة التابعة لمحافظة حضرموت، بلغ تعداد سكانها 273 نسمة حسب تعداد اليمن لعام 2004.